# Route européenne 714
Pour les articles homonymes, voir Route 714.
La route européenne 714 est une route reliant Orange à Marseille.
Elle est confondue avec l'autoroute A7.

## Temps de parcours
- On met environ 1 h 7 pour parcourir l'E714.